# Vilém z Champeaux
Vilém z Champeaux, fr. Guillaume de Champeaux, lat. Guillelmus Campellensis (kolem 1070, Champeaux – 18. ledna 1121, Châlons-en-Champagne) byl francouzský filozof a teolog, představitel scholastiky.

## Život
Byl žákem Manegolda z Lautenbachu, Anselma z Laonu a Roscelina z Compiègne. Po skončení studií vyučoval na pařížské katedrální škole, kde k jeho posluchačům patřil Pierre Abélard. V roce 1108 se kvůli obtížím nejasného původu – snad kvůli sporům s Abélardem – uchýlil do ústraní kláštera svatého Viktora. Brzy tu však obnovil své přednášky z rétoriky, filozofie a teologie a stal se pravděpodobně i podněcovatelem příklonu k mystice, která později ve svatoviktorské škole převládla (Vilém byl přítelem sv. Bernarda z Clairvaux, předního mystika té doby). V roce 1113 byl ustanoven biskupem v Châlons-sur-Marne a působil v tomto úřadě až do konce života.

## Učení
Z Vilémova díla se dochovalo jen málo spisů, jeho názory o obecninách známe převážně z prací Abélardových. Na rozdíl od svého nominalisticky orientovaného učitele Roscelina Vilém zastával ve sporu o univerzálie stanovisko krajního realismu. V prvních fázích své filozofické činnosti učil, že každá druhová všeobecnina existuje v individuích daného druhu jako jedna a tatáž podstata a že tato individua se liší od sebe jen tzv. akcidenty.
Pod vlivem Abélardových kritických námitek změnil později své učení a přiklonil se k tzv. „realismu indiference". Tvrdil, že je třeba rozlišovat to, co je společné všem individuím a co je indiferentní (nerozlišitelné), od toho, co je každému individuu osobně vlastní. Individua jsou singulární bytí, numericky a akcidentálně odlišená, a v nich je pluralita podstat – avšak indiferentní substance je společná a je jedna.
Později Vilém zastával ještě třetí teorii, tzv. teorii podobnosti. Podle ní přirozenost v různých lidech není totožná, ale pouze podobná, a to proto, že jsou lidé.

## Dílo
- De eucharistia (O eucharistii)
- Sentantiae (Sentence)